# Sultanat de Roum
Pour les articles homonymes, voir Roum (homonymie).
1077–1307
Entités précédentes :
- Empire seldjoukide
- Empire byzantin

Entités suivantes :
- Empire ottoman
- Karamanides
- Empire mongol

Le sultanat de Roum (c'est-à-dire « sultanat du pays des Romains », en arabe : السلاجقة الروم, el-Salājiqa el-Rūm ; en persan : سلجوقیان روم, Salcūkiyân-e Rūm ; en turc : Anadolu Selçuklu Devleti, ou, pour les protochronistes, Türkiye Selçuklu Devleti), également connu comme sultanat d'Icônion, sultanat de Konya, sultanat seldjoukide de Roum ou sultanat seldjoukide d'Icônion / Konya, est un État musulman établi par les Seldjoukides de 1077 à 1307 en Anatolie à la suite de la défaite byzantine de Mantzikert (ou victoire turque de Malazgirt).

## Histoire

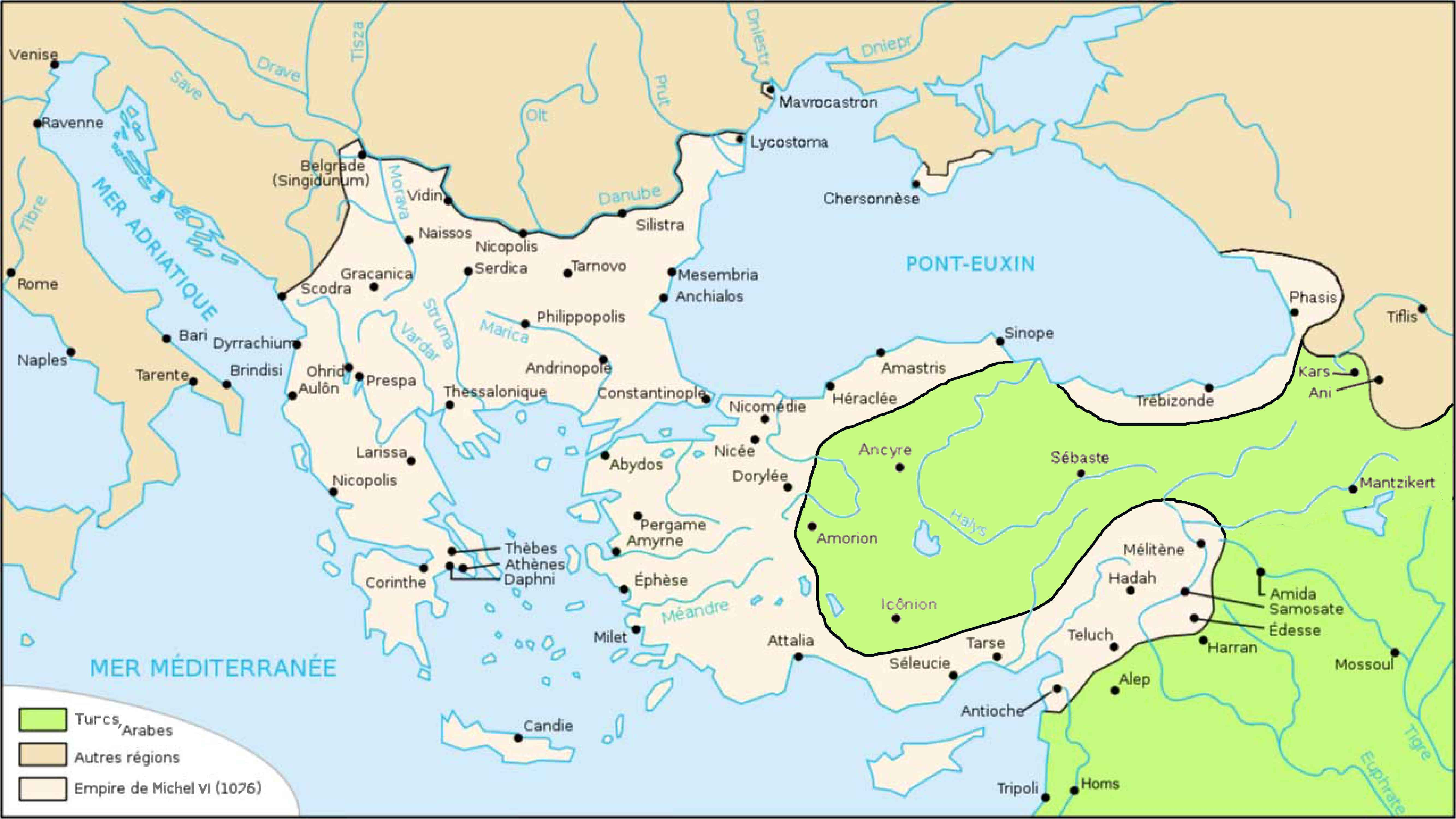
Le sultanat de Roum (vert) en 1077

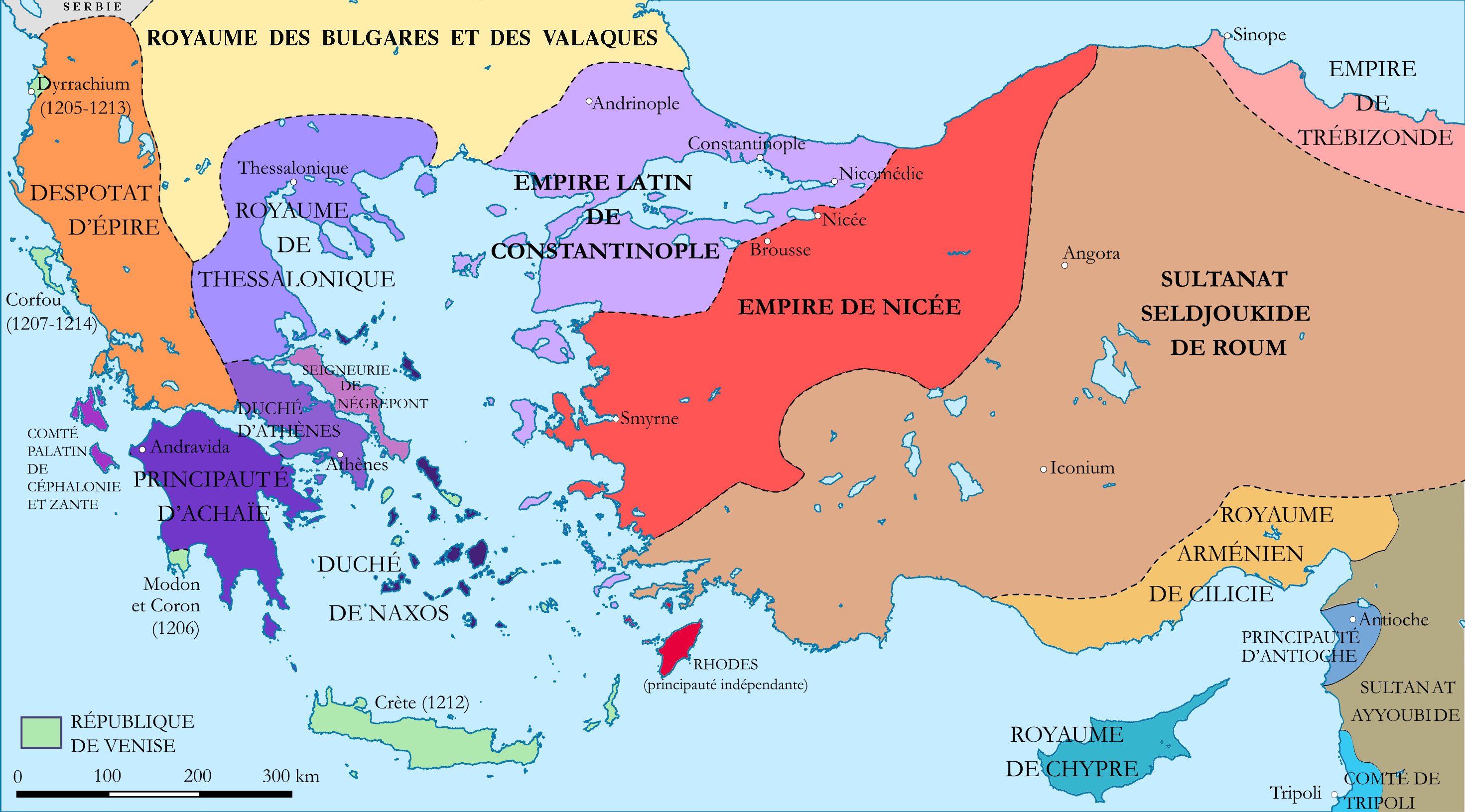
Le sultanat de Roum (marron) vers 1204

Sultanat de Roum (jaune) et Empire byzantin (orange) vers 1265

Le sultanat est établi à la suite d'un accord entre l'Empire byzantin et le chef seldjoukide Süleyman Ier Shah. Son nom se réfère aux « Romains » au sens où on l'entendait aux VIIe et XVe siècles, désignant les anciens sujets de l'Empire romain d'Orient (que l'on nomme en Europe, à partir du XVIe siècle donc a posteriori : « Empire byzantin »). Devenus sujets (dhimmis) des Seldjoukides, ces chrétiens peuvent continuer leur vie et garder leurs propriétés pour peu qu'ils payent une double capitation, le haraç, et qu'ils se conforment aux lois islamiques du sultanat.
Les Seldjoukides établissent leur capitale à Nicée (İznik, 1081-1097), perdue lors de la première croisade, puis à Icônion (Konya, 1097-1302). En 1147, Masʿûd Ier remporte une victoire sur les croisés allemands de Conrad III à la bataille de Dorylée. En 1176, le sultan Kılıç Arslan II défait l'Empire byzantin, qui lui cède encore du terrain à la bataille de Myriokephalon. En 1207, le sultan Kay Khusraw Ier s'empare d'Antalya sur la mer Méditerranée, prise au thémarque byzantin local soutenu par le royaume franc de Chypre. En 1212, les Seldjoukides perdent cette ville mais la reconquièrent ainsi que Sinope, sur la mer Noire, prise à l'empire de Trébizonde en 1214.
Les infrastructures de l’État seldjoukide, héritées des Byzantins et ruinées par deux siècles de guerres, ont grandement besoin de restauration : à Konya, leur capitale, et dans les autres villes d'Anatolie, les sultans font réparer aqueducs, norias, thermes (désormais appelés hammams ou « bains turcs ») et construire des caravansérails et autres édifices (en) (mosquées, médersas…).
La défaite du sultan Kay Khusraw II contre les Mongols conduits par Baïdju à la bataille de Köse Dağ le 26 juin 1243 et les problèmes internes du sultanat après sa mort entraînent un affaiblissement du pouvoir des sultans et remettent en cause leur pouvoir sur les tribus turkmènes postées aux frontières avec l’Empire byzantin. Ces tribus prennent leur indépendance et créent des beylicats autonomes survivant à la disparition du sultanat en 1307, puis progressivement intégrés dans le plus puissant d’entre eux, le sultanat ottoman.

## Souverains
- 1074-1086 : Suleiman Ier
- 1086-1092 : Régence d'Ebul Kasim Saltuk
- 1092-1107 : Kılıç Arslan Ier
- 1107-1116 : Malik Shah Ier
- 1116-1155 : Masʿûd Ier
- 1155-1192 : Kılıç Arslan II

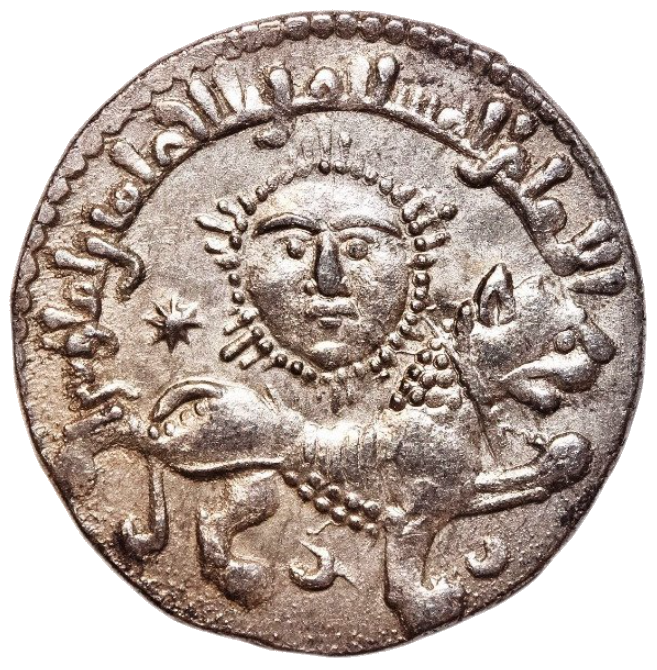
Avers d'un dirham d'argent frappé sous Kay Khusraw II avant 1246, poids de 3,1 g.

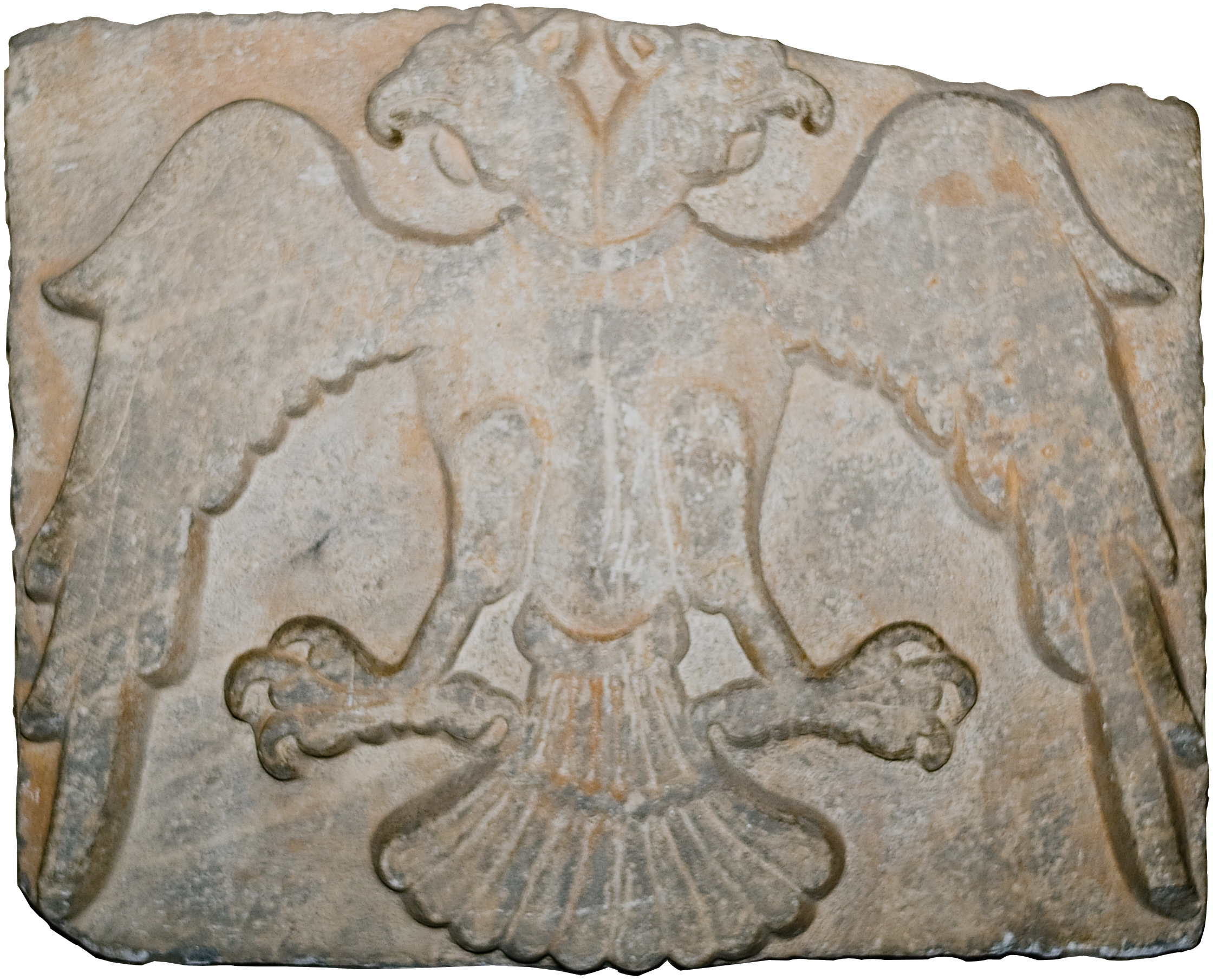
Un aigle à deux têtes sur un relief trouvé à Konya du XIIIe siècle

- 1192-1197 : Kay Khusraw Ier (premier règne)
- 1197-1204 : Suleiman II
- 1204-1205 : Kılıç Arslan III
- 1205-1211 : Kay Khusraw Ier (second règne)
- 1211-1220 : Kay Kâwus Ier
- 1220-1237 : Kay Qubadh Ier
- 1237-1246 : Kay Khusraw II
- 1246-1256 : Kay Kâwus II
- 1248-1265 : Kılıç Arslan IV
- 1249-1257 : Kay Qubadh II
- 1265-1284 : Kay Khusraw III
- 1284-1298 : Masʿûd II (premier règne)
- 1298-1303 : Kay Qubadh III
- 1303-1307 : Masʿûd II (second règne)
- 1307 : Mas`ûd III (ne règne apparemment pas)